# Federico I di Sassonia-Gotha-Altenburg
Federico I di Sassonia-Gotha-Altenburg (Gotha, 15 luglio 1646 – Friedrichswerth, 2 agosto 1691) fu duca di Sassonia-Gotha-Altenburg.
Figlio quartogenito, il maggiore tra i sopravvissuti, di Ernesto I di Sassonia-Coburgo-Altenburg e di Elisabetta Sofia di Sassonia-Altenburg.

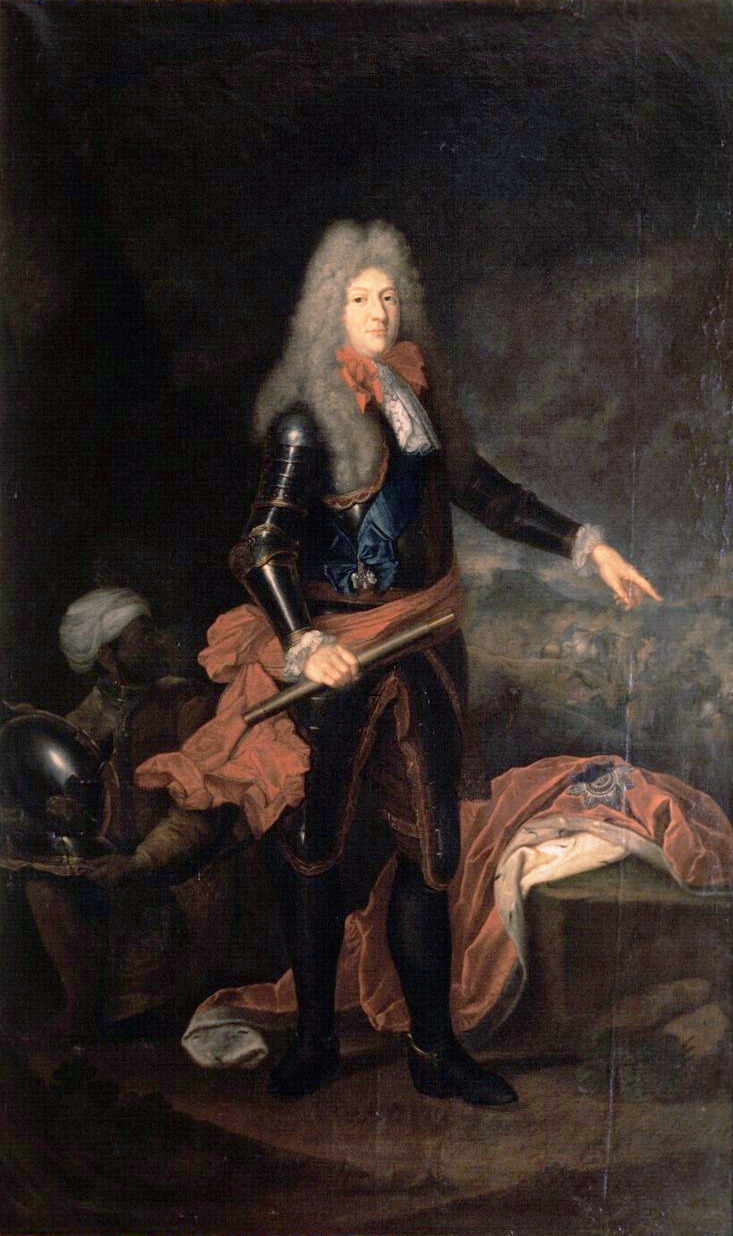
Federico I di Sassonia-Gotha-Altenburg

## Biografia
Quando il padre ereditò il Ducato di Sassonia-Altenburg (1672), vi pose come reggente il figlio Federico. Nel 1674 Ernest, che era già malato, nominò Federico reggente su tutte le sue terre.
Alla morte del padre (1675) Federico assunse i troni di entrambi i ducati. In base alle leggi di famiglia, dovette far partecipare al governo del ducato i suoi sei fratelli, che inizialmente, fino al 1676, stabilirono concordemente la propria sede al castello di Friedenstein.
Successivamente l'eredità del padre venne suddivisa tra i figli (24 febbraio 1680) e Federico trattenne per sé Gotha, Tenneberg, Wachsenburg, Ichtershausen, Georgenthal, Schwarzwald, Reinhardsbrunn, Volkenrode, Oberkranichfeld, Orlamünde, Altenburg e Tonna, appartenenti al vecchio Ducato di Sassonia-Coburgo-Altenburg, che si componeva di tre aree omogenee attorno alle città di Gotha, Kahla e Altenburg, divise a loro volta in sei piccole enclavi.
Federico continuò il lavoro iniziato dal padre. In modo da evitare futuri scontri tra i propri discendenti, stabilì il diritto di primogenitura della sua casata nel 1685 (con assenso imperiale garantito nel 1688). Attorno al 1680 stabilì la propria residenza nel castello di caccia presso il villaggio di Erffa, a circa 20 km da Gotha, che da lui prese il nome di Friedrichswerth.
Nel 1683 creò il teatro di Gotha (Gothaer Schloßtheater), tuttora esistente. Tenne anche una serie di diari personali, che divennero un'importante fonte storica per il periodo. Prese parte alla guerra austro-turca ed alla Guerra della Grande Alleanza contro la Francia. Rovinò le finanze del proprio stato usandole per mantenere un esercito stabile, che al momento della sua morte si componeva di 10 000 uomini.

## Matrimoni ed eredi
Federico sposò in prime nozze, a Halle, il 14 novembre 1669, Maddalena Sibilla di Sassonia-Weissenfels, da cui ebbe otto figli:
- Anna Sofia (1670-1728), sposò Luigi Federico I di Schwarzburg-Rudolstadt;
- Maddalena Sibilla (1671-1673);
- Dorotea Maria (1674-1713), sposò Ernesto Luigi I di Sassonia-Meiningen;
- Federica (1675-1709), sposò Giovanni Augusto di Anhalt-Zerbst;
- Federico (1676-1732);
- Giovanni Guglielmo (1677-1707);
- Elisabetta (1679-1680);
- Giovanna (1680-1704), sposò Adolfo Federico II di Meclemburgo-Strelitz.

Alla morte di Maddalena Sibilla, ad Ansbach, il 14 agosto 1681, Federico sposò in seconde nozze Cristina di Baden-Durlach, figlia di Federico VI di Baden-Durlach, da cui però non ebbe figli.

## Ascendenza
|                                        |                                         |                                        | Genitori                             |  |  | Nonni |  |  | Bisnonni                              |  |  | Trisnonni                       |  |
|                                        |                                         |                                        |                                      |  |  |       |  |  | Giovanni Guglielmo di Sassonia-Weimar |  |  | Giovanni Federico I di Sassonia |  |
|                                        |                                         |                                        |                                      |  |  |       |  |  | Giovanni Guglielmo di Sassonia-Weimar |  |  | Giovanni Federico I di Sassonia |  |
|                                        |                                         | Sibilla di Jülich-Kleve-Berg           |                                      |  |  |       |  |  | Giovanni Guglielmo di Sassonia-Weimar |  |  |                                 |  |
| Giovanni di Sassonia-Weimar            |                                         |                                        |                                      |  |  |       |  |  | Giovanni Guglielmo di Sassonia-Weimar |  |  |                                 |  |
|                                        |                                         | Dorotea Susanna di Wittelsbach-Simmern | Federico III del Palatinato          |  |  |       |  |  |                                       |  |  |                                 |  |
|                                        |                                         | Dorotea Susanna di Wittelsbach-Simmern | Federico III del Palatinato          |  |  |       |  |  |                                       |  |  |                                 |  |
|                                        |                                         | Dorotea Susanna di Wittelsbach-Simmern | Maria di Brandeburgo-Bayreuth        |  |  |       |  |  |                                       |  |  |                                 |  |
| Ernesto I di Sassonia-Gotha-Altenburg  |                                         | Dorotea Susanna di Wittelsbach-Simmern |                                      |  |  |       |  |  |                                       |  |  |                                 |  |
|                                        |                                         | Gioacchino Ernesto di Anhalt           | Giovanni V di Anhalt-Zerbst          |  |  |       |  |  |                                       |  |  |                                 |  |
|                                        |                                         | Gioacchino Ernesto di Anhalt           | Giovanni V di Anhalt-Zerbst          |  |  |       |  |  |                                       |  |  |                                 |  |
|                                        |                                         | Gioacchino Ernesto di Anhalt           | Margherita di Brandeburgo            |  |  |       |  |  |                                       |  |  |                                 |  |
| Dorotea Maria di Anhalt                |                                         | Gioacchino Ernesto di Anhalt           |                                      |  |  |       |  |  |                                       |  |  |                                 |  |
|                                        |                                         | Eleonora di Württemberg                | Cristoforo di Württemberg            |  |  |       |  |  |                                       |  |  |                                 |  |
|                                        |                                         | Eleonora di Württemberg                | Cristoforo di Württemberg            |  |  |       |  |  |                                       |  |  |                                 |  |
|                                        |                                         | Eleonora di Württemberg                | Anna Maria di Brandeburgo-Ansbach    |  |  |       |  |  |                                       |  |  |                                 |  |
| Federico I di Sassonia-Gotha-Altenburg |                                         | Eleonora di Württemberg                |                                      |  |  |       |  |  |                                       |  |  |                                 |  |
|                                        | Federico Guglielmo I di Sassonia-Weimar | Giovanni Guglielmo di Sassonia-Weimar  |                                      |  |  |       |  |  |                                       |  |  |                                 |  |
|                                        | Federico Guglielmo I di Sassonia-Weimar | Giovanni Guglielmo di Sassonia-Weimar  |                                      |  |  |       |  |  |                                       |  |  |                                 |  |
|                                        | Federico Guglielmo I di Sassonia-Weimar | Dorotea Susanna di Wittelsbach-Simmern |                                      |  |  |       |  |  |                                       |  |  |                                 |  |
| Giovanni Filippo di Sassonia-Altenburg | Federico Guglielmo I di Sassonia-Weimar |                                        |                                      |  |  |       |  |  |                                       |  |  |                                 |  |
|                                        |                                         | Anna Maria del Palatinato-Neuburg      | Filippo Luigi del Palatinato-Neuburg |  |  |       |  |  |                                       |  |  |                                 |  |
|                                        |                                         | Anna Maria del Palatinato-Neuburg      | Filippo Luigi del Palatinato-Neuburg |  |  |       |  |  |                                       |  |  |                                 |  |
|                                        |                                         | Anna Maria del Palatinato-Neuburg      | Anna di Jülich-Kleve-Berg            |  |  |       |  |  |                                       |  |  |                                 |  |
| Elisabetta Sofia di Sassonia-Altenburg |                                         | Anna Maria del Palatinato-Neuburg      |                                      |  |  |       |  |  |                                       |  |  |                                 |  |
|                                        |                                         | Enrico Giulio di Brunswick-Lüneburg    | Giulio di Brunswick-Lüneburg         |  |  |       |  |  |                                       |  |  |                                 |  |
|                                        |                                         | Enrico Giulio di Brunswick-Lüneburg    | Giulio di Brunswick-Lüneburg         |  |  |       |  |  |                                       |  |  |                                 |  |
|                                        |                                         | Enrico Giulio di Brunswick-Lüneburg    | Edvige di Brandeburgo                |  |  |       |  |  |                                       |  |  |                                 |  |
| Elisabetta di Brunswick-Wolfenbüttel   |                                         | Enrico Giulio di Brunswick-Lüneburg    |                                      |  |  |       |  |  |                                       |  |  |                                 |  |
|                                        |                                         | Elisabetta di Danimarca                | Federico II di Danimarca             |  |  |       |  |  |                                       |  |  |                                 |  |
|                                        |                                         | Elisabetta di Danimarca                | Federico II di Danimarca             |  |  |       |  |  |                                       |  |  |                                 |  |
|                                        |                                         | Elisabetta di Danimarca                | Sofia di Meclemburgo-Güstrow         |  |  |       |  |  |                                       |  |  |                                 |  |
|                                        |                                         | Elisabetta di Danimarca                |                                      |  |  |       |  |  |                                       |  |  |                                 |  |